# الخوافي والقوادم في نصرة الإسلام (فلم)
الخوافي والقوادم هو فيلم سوري عن سيرة حمزة بن عبدالمطلب، انتج عام 2009 

## بطولة
| - باسم ياخور:حمزة بن عبد المطلب - رفيق علي أحمد:العباس بن عبد المطلب - قيس الشيخ نجيب:جعفر بن أبي طالب - عاكف نجم:أبو طالب - عبد الرحمن أبو القاسم:أبو جهل - علي كريم:أبو سفيان - جيني إسبر:أسماء بنت عميس - قمر خلف:هند بنت عتبة - ضحى الدبس:أم الفضل | - رنا أبيض:أم عمارة - سحر فوزي:أم جميل - ناريمان عبد الكريم:أم عقيل - حسن دكاك:أبو لهب - أمجد الحسين:الوليد بن المغيرة - يوسف المقبل:عتبة بن ربيعة - علي القاسم:أصحمة النجاشي - محمود نصر:عمرو بن العاص - أكرم التلاوي:أبو البختري | - محمد رافع:الفضل بن العباس - عبد الرحمن قويدر:أبو حذيفة بن عتبة - رائد مشرف:زيد بن حارثة - محمود صوان:العاص بن وائل - صالح مخيبر:يعلى بن حمزة - علي ابراهيم:أبو مرثد - إسماعيل ديب:عقيل بن أبي طالب - علاء الخولي:عمارة بن الوليد | - غسان مارديني:المطعم بن عدي - نبيل لكة:عبد الله بن رواحة - رامز كامل:عمارة بن حمزة - ياسر الفهد:عبد الله بن الحارث بن قيس السهمي - أماني الوليد:لؤلؤة - عماد دالاتي:البراء بن معرور - محمود السمكري:وحشي بن حرب - طلال قاسم:ضمضم الغفاري |

### إداريون
- محمد حسن البشير - عامر عبد الحميد سيد أحمد:الإشراف العام
- بانة للإنتاج الفني والتوزيع:منتج فني وتنفيذي
- سيف شيخ نجيب:مخرج
- عثمان وحجي:سيناريو وحوار